# Tracce clandestine
Tracce clandestine è un album dei Modena City Ramblers pubblicato il 24 marzo 2015. In seguito alla pubblicazione dell'album, il gruppo ha intrapreso il Sentieri Clandestini in Tour, tra marzo e maggio 2015.

## Tracce
Edizioni musicali ModenaCityRecords.
1. Clandestino (feat. La Pegatina) – 4:41 (Manu Chao)
2. Saluteremo il signor padrone (feat. Eugenio Finardi) – 3:46 (Anonimo tradizionale - canto di risaia)
3. The ghost of Tom Joad – 4:50 (B. Springsteen)
4. L'homme des marais (feat. Stephane Mellino[2]) – 3:34 (Negresses Vertes)
5. If I Should Fall from Grace with God – 2:10 (Shane MacGowan)
6. Chan Chan (feat. Uri Giné[3]) – 3:38 (F. Repilado)
7. The trumpets of Jericho (feat. Terry Woods) – 4:14 (MCR e Terry Woods) – (inedito)
8. Crookedwood polkas (feat. Terry Woods) – 3:13 (Tradizionali)
9. Prega crest (feat. Alberto Bertoli[4]) – 4:27 (testo: Pierangelo Bertoli – musica: Marco Dieci)
10. Per i morti di Reggio Emilia – 4:16 (Fausto Amodei)
11. Sidi H'Bibi (feat. Dubioza Kolectiv) – 4:25 (Canzone tradizionale riarrangiata dai Mano Negra)
12. Rock the Casbah (feat. Stephane Mellino) – 3:55 (Clash)
13. Mala vida – 3:40 (Manu Chao)
14. Fischia il vento – 3:37 (testo: Felice Cascione – musica: Matvei Blanter e Michail Isakovskij)
15. Canzone per un amico fragile[5] (feat. Terry Woods) – 3:49

Durata totale: 58:15